# 朱利安·韦尔东克
朱利安·韦尔东克（法語：Julien Verdonck，？—？），比利时男子竞技体操运动员。他曾参加1920年在安特卫普举行的夏季奥运会，结果在男子团体全能项目上获得银牌。